# Dirk Heylen
Dirk Heylen (23 augustus 1967) is een Belgisch curlingspeler.

## Levensloop
Heylen is secretaris van de Belgian Curling Association (BCA) en is aangesloten bij Curling Club Zemst.
In de 'mixed doubles' vormde hij een team met Veerle Geerinckx. Het duo nam onder meer deel aan het WK 'gemengd dubbel' van 2019 te Stavanger. Later dat jaar nam Heylen samen met Veerle Geerinckx, Danielle Berus en Stephane Vandermeeren ook deel aan het WK voor gemengde teams te Aberdeen. Daarnaast maakt hij sinds 2005 deel uit van het Belgisch curling team, de 'Red Rocks'. Als reservespeler werd hij met de nationale ploeg in 2023 vijfde op het EK (B-divisie) te Perth.